# Avolasca
Avolasca település Olaszországban, Piemont régióban, Alessandria megyében. Lakosainak száma 258 fő (2023. január 1.). Avolasca Castellania, Garbagna, Montemarzino, Casasco, Costa Vescovato és Montegioco községekkel határos.

## Népesség
A település népességének változása:
| Lakosok száma | 287  | 271  | 271  | 258  |
|               | 2008 | 2017 | 2018 | 2023 |